# Marcial Espinosa Bustos
Marcial Ramón Espinosa Bustos (Loncomilla, 30 de junio de 1874 - Santiago, 8 de agosto de 1959) fue un botánico chileno que llevó a cabo extensas recolecciones botánicas en las islas Galápagos, en Ecuador y en la Región Metropolitana de Santiago. Fue Jefe de la Sección de Botánica Criptogámica del Museo Nacional de Historia Natural de Chile, donde se desempeñó entre los años 1911 hasta 1959.

## Formación y labor docente
Marcial Espinosa realizó estudios secundarios en el Liceo de Talca, donde además trabajó como bibliotecario. Una vez finalizada su educación secundaria, se traslada a Santiago para ingresar al Instituto Pedagógico de la Universidad de Chile. En este centro de estudios, Espinosa es alumno de Federico Johow y de Alberto Beutel. En el año 1900 se gradúa como Profesor en Ciencias Biológicas, título que comienza a ejercer casi inmediatamente en el Liceo de Ancud, en Chiloé, donde toma la cátedra de Ciencias Naturales. Estuvo en esa ciudad hasta 1903, cuando se traslada a Concepción, donde fue profesor de Ciencias Naturales en esta ciudad de la región del Biobío.
En el año 1911 dictó la cátedra de Botánica y Fisiología en el Instituto Agronómico de la Universidad de Chile, hasta 1913. Paralelamente a esto ejerció como Profesor de Ciencias Biológicas en el Internado Nacional Barros Arana hasta 1926, mismo cargo que desempeñó entre 1920 y 1926, pero en el Liceo Lastarria. El año 1926 se retira de la docencia para dedicarse a tiempo completo a sus investigaciones botánicas en el Museo Nacional de Historia Natural.

## Trabajo en el Museo Nacional de Historia Natural

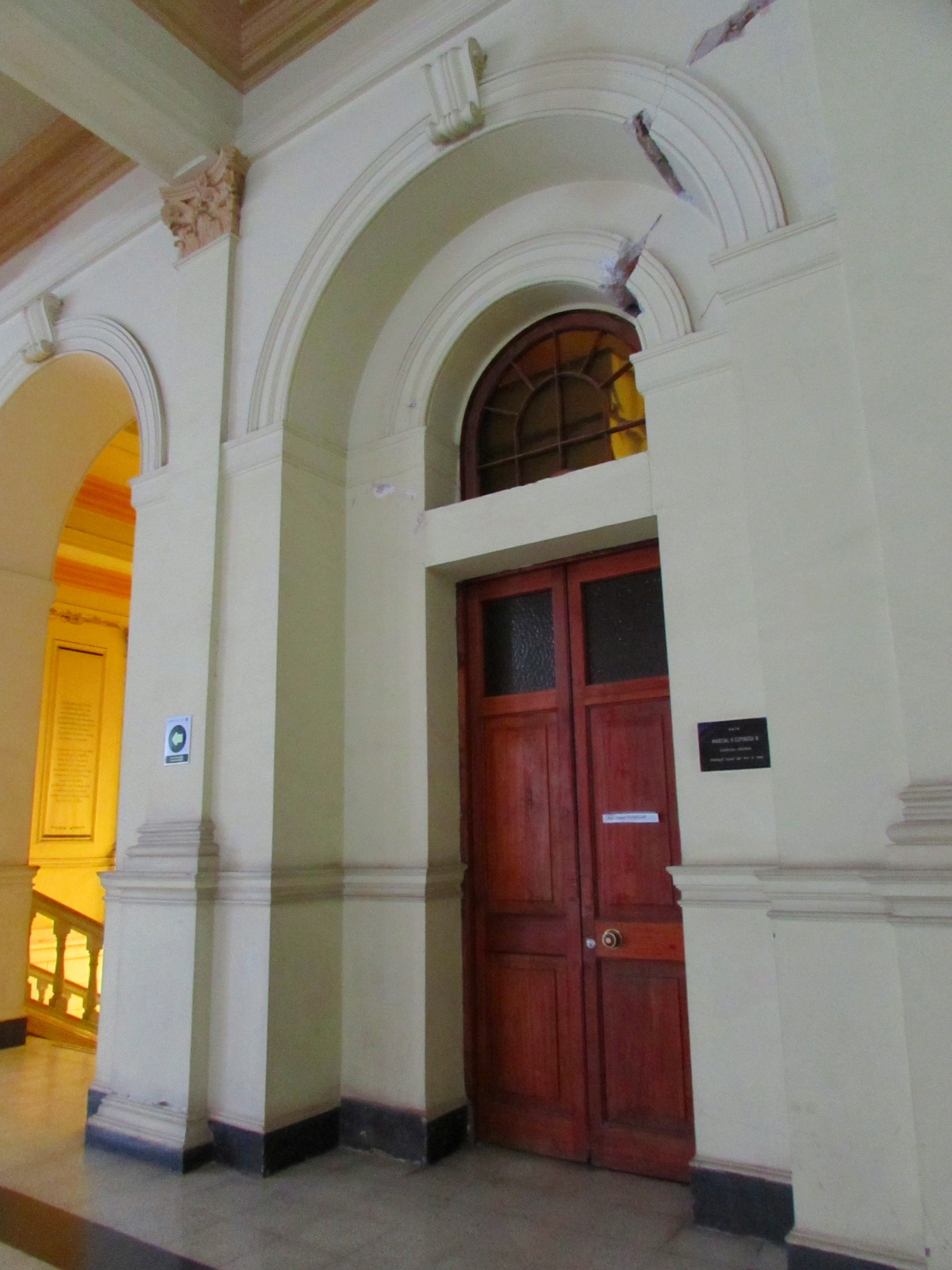
Sala Marcial Espinosa, en el Museo Nacional de Historia Natural de Chile

En octubre de 1911, Marcial Espinosa llega al MNHN a solicitud de la dirección de la institución, en la que funda la sección de Botánica Criptogámica con el estímulo dado años antes por Federico Philippi, sección que dirigirá durante el resto de su vida. También tuvo a su cargo, temporalmente, la sección de Botánica Fanerogámica. Entre los años 1923 y 1926 fue profesor de Criptogamia en la Escuela de Altos Estudios del Museo Nacional de Historia Natural, fundada en 1922 por Eduardo Moore, director del museo. En sus primeros acercamientos al museo, Marcial Espinosa es recibido por Federico Philippi y Carlos Reiche, quienes estimulan sus intereses en la botánica. De hecho Reiche y Philippi le encargan colectar especímenes cuando Espinosa debe trasladarse a Ancud, en 1900. Desde la ciudad chilota, Marcial Espinosa envía al MNHN plantas colectadas en la zona, tanto como para que se acrecentaran las colecciones del museo, así como con consultas sobre lo reunido a partir del trabajo botánico de campo que emprende, en los alrededores de la ciudad de Ancud.
Como investigador recorrió de forma extensa la geografía chilena, desde Atacama a Aysén, siempre recolectando plantas. Su trabajo de investigación botánico abarca diversos grupos de plantas, describiendo nuevas especies, trabajos que publica tanto en el Boletín del Museo Nacional de Historia Natural y en la Revista Chilena de Historia Natural.

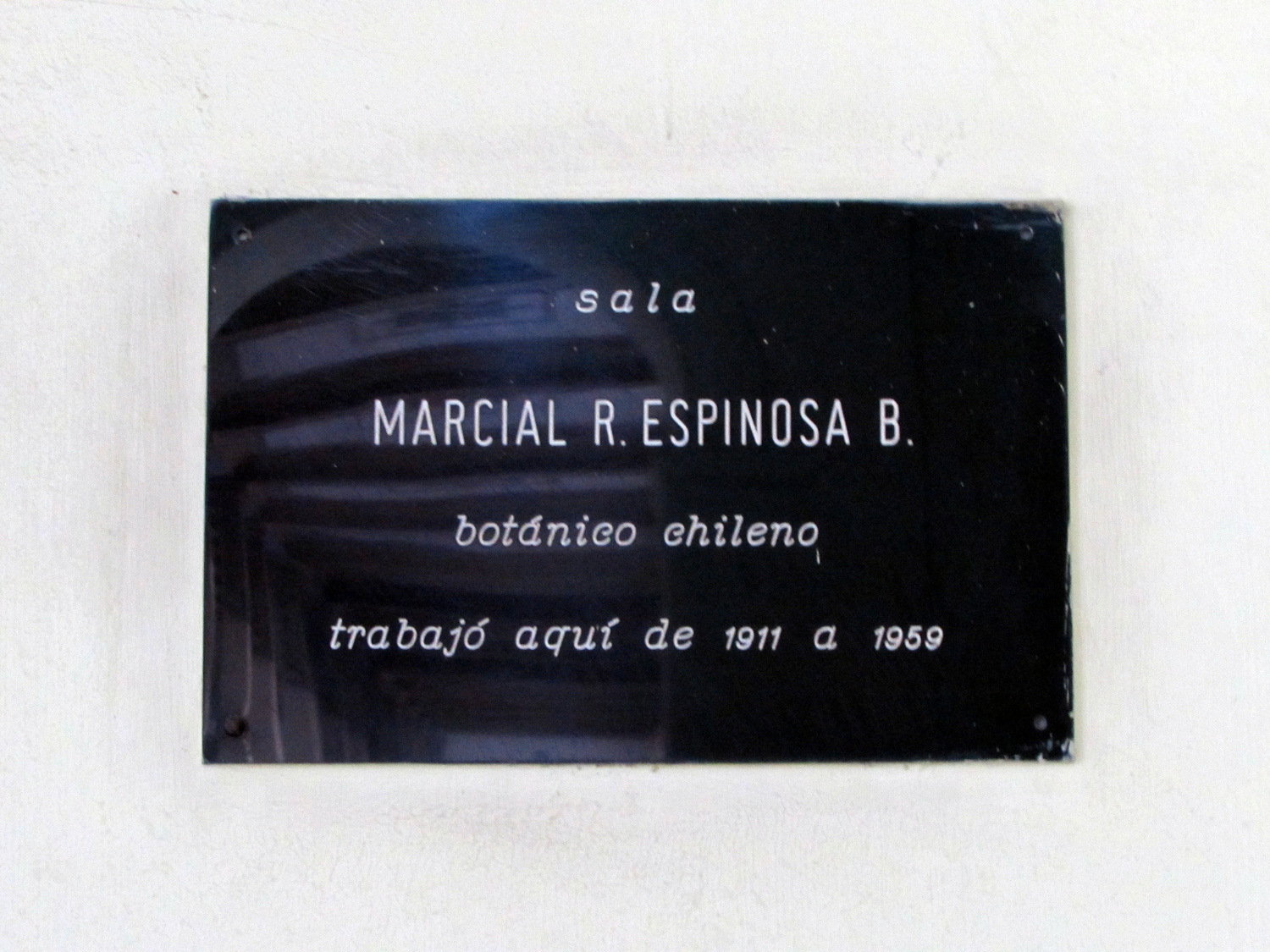
Placa en la Sala Marcial Espinosa, en el Museo Nacional de Historia Natural

En 1928 Marcial Espinosa jubila y abandona todas sus actividades docentes. Este retiro no impide que siga investigando, y se concentra sus esfuerzos liderando la sección de Botánica Criptogámica del museo. Humberto Fuenzalida, director del museo entre 1948 y 1964, recuerda la figura de Espinosa, en un discurso pronunciado en sus funerales, el 10 de agosto de 1959: «Tenía un especial gusto en adentrarse en los campos de la botánica que todavía no habían sido hollados. Tal vez esto explique su particular interés por la criptogamia o el afán de descubrir nuevas plantas y hacer su descripción. En estos momentos damos vuelta a la última página de esta vida fecunda y ejemplar. Nos corresponde ahora decirle adiós a nombre del Museo Nacional de Historia Natural y expresarle los agradecimientos por la hermosa labor cumplida y la herencia que nos deja».

## Algunas publicaciones
- 1911. Hongos Chilenos nuevos. Revist. Chil. Hist. Nat. 15: 73
- 1915. Hongo Chileno nuevo, el loyo: Boletus loyus Espinosa, n.sp. Ibid 8: 5-11
- 1916. Contribución al conocimiento de los hongos Chilenos. Bol. Mus. Nac. Chile 9: 65-94.
- 1916. Informe sección plantas criptógamas. Ibid 9: 160
- 1917. Los alerzales de Piuchué. Ibid 10: 36-93
- 1917. Informe del encargado de la sección plantas criptógamas. Ibid 10: 186-187
- 1917. Nota preliminar sobre una excursión botánica a las roblerias de Caleu y Vichuquén. Revist. Chil. Hist. Nat. 31: 291-292
- 1919. Informe del jefe de sección plantas criptógamas. Bol. Mus. Hist. Nat. Chile 11: 269-270
- 1920. Una grave enfermedad del trigo Chileno producida por un hongo parásito venenoso. Revist. Chil. Hist. Nat. 24: 79-86
- 1921. Sobre las especies Chilenas del género Fomes. Ibid 25: 321-343
- 1924. Enumeración de las plantas colectadas en los Bronces. Ibid 28: 88-97
- 1926. Los hongos chilenos del gro. Cyttaria. Ibid 30: 206–256
- 1926. Nothofagus alessandrii Espinosa . Ibid 30: 268
- 1926. Enumeración de hongos Chilenos. Ibid 30: 297
- 1928. Algunas criptógamas de Linares. Ibid 32: 159
- 1929. Dos nuevas especies de Nothofagus. Ibid 32:
- 1929. Contribuclón al conocimiento de los hongos Chilenos. Bol. Mus. Nac. Chile 12: 127-138
- 1929. Hongos comestibles Chilenos. Rev. Chil. Hist. Nat. 33: 74-76
- 1929. Dos hongos parásitos. Ibid 33: 453
- 1930. Cyttaria harioti en Colchagua y clave de las especies chilenas del género. Revist. Chil. Hist. Nat. 34: 140–142
- 1934. Hongo Chileno. Ibid 38: 94-103
- 1936. Un hongo nuevo Chileno. Bol. Mus. Nac. Chile 75: 81-89
- 1937. Contribución al conocimiento de los hongos Chilenos. Ibid 16: 99-110
- 1940. Un hongo nuevo del gro. Cyttaria Berk. Bol. Mus. Nac. Chile. 18: 23–26
- 1940. Apuntes botánicos 1. Un hongo del género Cyttaria Berk. Ibid 18: 23-26
- 1959. Don Marcial R. Espinosa B. Tributes by various authors. With a portrait
- 1949. Estudios botánicos. 1. Un hongo uredinal parasítico del pehuén (Caeoma sanctae-crucis Espsa nov.sp.). Boln Mus. Nac. Chile 24: 65-79
- 1940. Cyttaria johowii Espinosa, Boln Mus. Nac. Chile 18: 23

- La abreviatura «Espinosa» se emplea para indicar a Marcial Espinosa Bustos como autoridad en la descripción y clasificación científica de los vegetales.[5]

Existen 62 registros IPNI de sus identificaciones y clasificaciones de nuevas especies.